# Авіаційна база Макгвайр (Нью-Джерсі)
Авіаційна база Макгвайр (англ. McGuire Air Force Base) — авіаційна база повітряних сил США та переписна місцевість (CDP) в США, в окрузі Берлінгтон штату Нью-Джерсі. База підпорядковується     Транспортному командуванню Повітряних сил США. Населення переписної місцевості — 3710 осіб (2010).

## Географія
Авіаційна база Макгвайр розташована за координатами 40°1′41″ пн. ш. 74°35′16″ зх. д. / 40.02806° пн. ш. 74.58778° зх. д. (40.027987, -74.587795).  За даними Бюро перепису населення США в 2010 році переписна місцевість мала площу 13,89 км², з яких 13,88 км² — суходіл та 0,01 км² — водойми.

## Демографія
Згідно з переписом 2010 року, у переписній місцевості мешкало 3710 осіб у 1026 домогосподарствах у складі 892 родин. Густота населення становила 267 осіб/км².  Було 1535 помешкань (110/км²).
Расовий склад населення:
| - 69,1 % — білих - 16,2 % — чорних або афроамериканців - 2,6 % — азіатів - 0,7 % — вихідців з тихоокеанських островів - 0,5 % — корінних американців - 3,8 % — осіб інших рас |

До двох чи більше рас належало 7,1 %. Частка іспаномовних становила 13,6 % від усіх жителів.
За віковим діапазоном населення розподілялося таким чином: 36,5 % — особи молодші 18 років, 63,0 % — особи у віці 18—64 років, 0,5 % — особи у віці 65 років та старші. Медіана віку мешканця становила 22,2 року. На 100 осіб жіночої статі у переписній місцевості припадало 120,8 чоловіків;  на 100 жінок у віці від 18 років та старших — 135,9 чоловіків також старших 18 років.
Середній дохід на одне домашнє господарство  становив 62 544 долари США (медіана — 52 058), а середній дохід на одну сім'ю — 62 992 долари (медіана — 52 964). Медіана доходів становила 38 782 долари для чоловіків та 32 661 долар для жінок. 
Цивільне працевлаштоване населення становило 988 осіб. Основні галузі зайнятості: публічна адміністрація — 40,9 %, освіта, охорона здоров'я та соціальна допомога — 20,6 %, мистецтво, розваги та відпочинок — 11,5 %, науковці, спеціалісти, менеджери — 9,1 %.